# Lijst van burgemeesters van Hardinxveld
Dit is een lijst van burgemeesters van de voormalige Nederlandse gemeente Hardinxveld.
| Ambtsperiode | Naam burgemeester                          | Partij of stroming | Bijzonderheden                                        |
| ------------ | ------------------------------------------ | ------------------ | ----------------------------------------------------- |
| 1811 - 1813  | Hendrik Wisboom                            |                    | maire, zie hieronder                                  |
| 1818 - 1832  | Johannes Brooshooft                        |                    | (schout, later burgemeester)                          |
| 1832 - 1850  | Hendrik Wisboom                            |                    | zie hierboven                                         |
| 1850 - 1852  | Cornelis Bastiaan Wisboom                  |                    |                                                       |
| 1852 - 1866  | Petrus Marius Brouwer                      |                    | later burgemeester van Zwijndrecht                    |
| 1866 - 1867  | Adriaan Alexander Johannes Cornelis Cremer |                    | vh. burgemeester van Pernis                           |
| 1867 - 1871  | Frans Marius de Vries van Heijst           |                    | later burgemeester van Delft                          |
| 1871 - 1878  | Arie Johannes Goudriaan                    |                    | vh. burgemeester van Schoonrewoerd en Hei- en Boeicop |
| 1878 - 1883  | Mr. Pieter Dozij                           |                    | later burgemeester van Ambt en Stad Delden            |
| 1883 - 1887  | Marinus van Hoogenhuijze                   |                    | later burgemeester van Culemborg                      |
| 1887 - 1892  | Jan Florentius Roelvink                    |                    |                                                       |
| 1892 - 1918  | Jan Schoehuizen                            |                    | vh. ingenieur                                         |
| 1918 - 1924  | Maarten de Lijster                         | liberaal           | vh. gemeentesecretaris van Heenvliet                  |
| 1924 - 1939  | Johan Wilhelm van Aken                     | liberaal           | vh. ambtenaar op het ministerie van Oorlog            |
| 1939 - 1943  | Klaas de Boer                              | VDB                | vh. gemeentesecretaris van Hardinxveld, zie hieronder |
| 1943 - 1945  | Johannes Willem Zuijderhoudt               | NSB                | tevens waarnemend burgemeester van Giessendam         |
| 1945 - 1957  | Klaas de Boer                              | PvdA               | zie hierboven, vanaf februari 1956 waarnemend         |

Per 1 januari 1957 werden de gemeenten Hardinxveld en Giessendam samengevoegd tot de nieuwe gemeente Hardinxveld-Giessendam.